# Konstantin Tkaczenko
Konstantin Tkaczenko, conhecido no Brasil com o nome de Costantino Tkaczenko (Poltava, 1925 - São Paulo, 7 de novembro de 1973), foi um roteirista, fotógrafo, diretor e produtor cinematográfico ucraniano, naturalizado brasileiro.

## Biografia
Lutou na Segunda Guerra Mundial pelo exército soviético e após o conflito, mudou-se para o Brasil. Na década de 1950, começou a trabalhar no meio cinematográfico em várias atividades, mas destacou-se como roteirista, produtor e diretor. 
Em 1955, ganhou o Prêmio Saci de melhor fotografia pelo filme Armas da Vingança, com direção de Carlos Coimbra.
Como diretor de fotografia trabalhou em A Ilha dos Paqueras, Perpétuo Contra o Esquadrão da Morte, O Santo Milagroso, A Moça do Quarto 13, Fronteiras do Inferno, O Rei Pelé, entre outros. 
Em 1957, foi roteirista, produtor e diretor de fotografia do filme Dioguinho, sobre a vida do assassino em série Diogo da Rocha Figueira, conhecido como Dioguinho. Em 1967, foi diretor de fotografia em Perpétuo Contra o Esquadrão da Morte.
Como diretor, fez oito filmes: Amor na Selva de 1961, Nudismo Não É Pecado de 1961, Superbeldades de 1962, Isto é Streap-Tease de 1962, Diversões Naturistas de 1967, Idílio Proibido de 1971, Maridos em Férias de 1972, e seu último trabalho, Como Evitar o Desquite de 1973.

## Ligação externa
- Konstantin Tkaczenko. no IMDb.